# Transition International Queer & Minorities Film Festival
Das Transition International Queer & Minorities Festival (kurz: Transition) war ein Filmfestival mit queerer Ausrichtung in Wien, Österreich. Das Festival sollte queeres Filmschaffen im In- und Ausland fördern und dem Publikum und der lokalen queeren Szene näherbringen. Es fand seit 2011 statt und wurde 2022 zum letzten Mal veranstaltet.

## Überblick
2011 gründete Yavuz Kurtulmus als Obmann des Vereins MiGay das Transition Queer Minorities Film Festival (vorerst IQMF), die erste europäische Filmveranstaltung, deren Fokus Sexualität und Diversität von Randgruppen unterschiedlicher nationaler Herkunft war.
Jasmin Hagendorfer ist seit 2018 die künstlerische Leiterin des Festivals. Kurtulmus fungiert weiterhin als Festivaldirektor.
2020 benennt sich das Festival in Transition International Queer & Minorities Film Festival um, da sich das Festival nun als Queer-Film-Festival etablieren will. Bedingt durch die Corona-Pandemie wurde es im November 2020 als Online-Festival und November 2021 als Hybrid-Festival durchgeführt.

### Geschichte

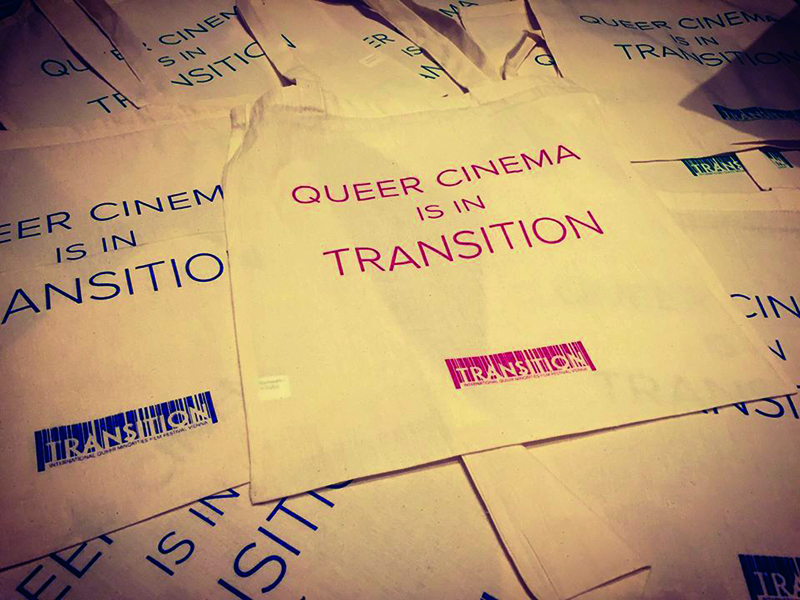
Transition Queer & Queer Minorities Festival (2017)

| Jahr | Aktivität                                                                                 |
| ---- | ----------------------------------------------------------------------------------------- |
| 2011 | Gründung IQMF (Internationale Queere Migrantische Filmtage Wien)                          |
| 2012 | Erweiterung um Vorträge, Diskussionen und Ausstellungen                                   |
| 2015 | Umbenennung der IQMF in Transition International Queer Minorities Film Festival           |
| 2016 | Erweiterung des Festivals auf 9 Tage                                                      |
| 2016 | Einführung des ersten Queer-Refugee-Filmprogramms in Europa                               |
| 2017 | Vorführung des Queer-Refugee-Programms auf dem Fusion Filmfestival in Oslo                |
| 2018 | Vorführung des Queer-Refugee-Programms auf dem Faroe-Islands Int'l Minority Film Festival |
| 2019 | Erweiterung der Intersektionalität um Partizipation/Teilhabe                              |
| 2019 | Transition organisiert die Queerfilmnacht als monatliches Programm                        |
| 2020 | Erweiterung des Festivals zum Transition International Queer & Minorities Festival        |

## Ausrichtung und Programm
Das Wort „queer“ wurde im englischen Sprachraum – ebenso wie das Wort „schwul“ im deutschen – als Schimpfwort gebraucht, mit dem Menschen, die von den heteronormativen Regeln abwichen, bedacht wurden. Der Begriff ist eine Art Sammelbecken, in dem sich – je nach Selbstaussage – außer Schwulen, Lesben, Bisexuellen, Intersexuellen, Transgendern, Pansexuellen, Asexuellen und BDSMlern auch heterosexuelle Menschen, welche nicht normativ leben und neue queere Lebensweisen praktizieren, und viele mehr finden lassen. Eine Besonderheit von „queer“ im Vergleich zu Identitäten wie „lesbisch“ oder „schwul“ ist, dass die Betonung auf der eigenen – von der Heteronormativität abweichenden – Geschlechterrolle, Geschlechtsidentität bzw. Lebensweise liegt.
Geschichtlich betrachtet war Transition das weltweit erste Festival, das sich speziell queeren Minorities gewidmet hat. Sie sollten sich auf der Leinwand wiedererkennen und das Gefühl, alleine zu sein, überwinden können. Gleichzeitig sollte der Austausch mit der queeren Community allgemein verstärkt werden, sodass das Festival eine Brücke zwischen der queeren Community im Allgemeinen und den Minderheiten (insbesondere queer refugees) bildet.
Das Transition-Team entschloss sich das Festival zu einem generellen Festival zu queerem Leben zu öffnen. Das Festival benennt sich von Transition Queer Minorities Film Festival in Transition International Queer & Minorities Film Festival um.
Ab 2019 zeigt es Filme aus dem ganzen queeren Feld, die die Möglichkeiten und Probleme queeren Lebens beleuchten sollen. Das Programm ist breit aufgestellt und will sowohl Mainstream-Produktionen zeigen, aber auch Indie-Filme.
Das Festival wurde 2022 zum letzten Mal veranstaltet.

## Kooperationen
Innerhalb weniger Jahre startete Transition eine Bewegung, denn die Idee sich dem Film von und über queere Migranten zu widmen, verbreitete sich schnell. Es inspirierte Festival-Organisatoren zu Gründungen ähnlicher Festivals in Amsterdam (2015), Kopenhagen (2015), Färöer-Inseln (2017), Skopje (2019), Tirana (2019) und Pristina (2019). Außerhalb Europas entstand das erste Festival in Islamabad, Pakistan (2015).
Spezialprogramme des Transition-Festivals wurden 2017 auf dem Fusion Filmfestival in Oslo und 2018 auf dem Faroe-Islands International Minority Film Festival gezeigt.
2019 wurde in Zusammenarbeit mit dem Stadtkino Wien und dem Votivkino Wien die monatliche Transition Queerfilmnacht organisiert.
Aus dem beim Transition jährlich stattfindenden Pornoabend entwickelte sich das Porn Film Festival Vienna.

## Festivalkino
- 2011–2020 Schikaneder